# ويليام روش
ويليام روش (بالإنجليزية: William Roche)‏ هو تاجر وسياسي كندي، ولد في 11 فبراير 1842 بهاليفاكس في كندا، وتوفي في 19 أكتوبر 1925. حزبياً، نشط في الحزب الليبرالي الكندي والحزب الليبرالي في نوفا سكوشا ‏.

## مناصب
- انتخب عضو مجلس بلدية [الإنجليزية]‏ History of Halifax, Nova Scotia [الإنجليزية]‏.
- انتخب Member of the Legislative Assembly [الإنجليزية]‏ نوفا سكوشا عن دائرة History of Halifax, Nova Scotia [الإنجليزية]‏.
- انتخب عضو مجلس الشيوخ الكندي (12 يناير 1910 – 19 أكتوبر 1925).
- انتخب عضو مجلس العموم الكندي عن دائرة هاليفاكس [الإنجليزية]‏ (6 فبراير 1901 – 17 سبتمبر 1908).